# Otto Weltzien (Autor)
Otto Joachim Johann Friedrich Weltzien (* 18. November 1873 in Darze; † 28. November 1944 in Lüneburg) war ein deutscher und niederdeutscher Autor, Redakteur und Herausgeber.

## Leben
Otto Weltzien war der Sohn des Kleinbauern Wilhelm Heinrich Friedrich Weltzien und dessen Frau Marie Henriette, geb. Dolge. 
Weltzien besuchte die Dorfschule und wurde zunächst ebenfalls Landwirt. 1899 wurde er Redakteur bei der Norddeutschen Post in Parchim und zog dann weiter nach Eisenach, Rostock, Minden und weiteren Städten. Neben eigenen Arbeiten gab er auch Werke von Fritz Reuter und John Brinckman heraus.
Die Otto-Weltzien-Straße in Schwerin-Görries wurde nicht nach ihm, sondern nach dem namensgleichen Schweriner Oberbürgermeister und Ehrenbürger Otto Weltzien (1859–1942) benannt.

## Schriften
- Tosamsöcht Wor. Gerimtes un Ungeriemtes. Plau 1902
- Zur Geschichte Parchims. Parchim 1903
- Eine mecklenburgische Künstlerkolonie. 1905/06
- Kronika van Rostock mit allerand Billerwarks. Leipzig 1908
- Kronika van Swerin. Leipzig 1909
- Das niederdeutsche Drama. Sein Werden in Dichtung und Darstellung. Rostock 1913
- Up Posten. Dichtels ut dei Kriegsjohren. Kröpelin 1916
- Jungmaehl. Doenken un Dichtels ut Plattdüdschland. Parchim 1921
- Huhch Hochtit! Spillwark in ein’n Törn nah ol Burhochtits-Ort. Parchim 1922
- Der Rosenjäger . Ein Löns-Buch. Berlin 1925
- Sophie Dorothea . Die „Prinzessin von Ahlden“ und ihr Kreis. Celle 1926
- Celler Geschichte. Im Grundriß. Celle 1926
- Vom Sachsenross. Streifzüge durch die Geschichte niedersächsischer Pferde und ihre Pfleger. Celle 1932

Herausgeber
- Fritz Reuters Leben in seinen Briefen. Hesse & Becker, Leipzig [1913]
- Brinckman-Buch. John Brinckmans Leben und Schaffen. Hamburg 1914
- Celler Heimatbuch. Führer durch Geschichte und Gegenwart. Celle 1921